# Bundestag (Rheinbund)

Die Bundesversammlung nach Vorstellung der Rheinbundakte

Der Bundestag (auch: Bundesversammlung, Diète de Francfort) ist ein Organ, das in der Rheinbundakte erwähnt wird. Es wurde allerdings nicht realisiert.
Der Rheinbund war 1806 vom französischen Kaiser Napoleon ins Leben gerufen worden. Der Idee nach war der Rheinbund ein Verein deutscher Staaten mit Napoleon als „Bundesprotektor“. Das Wesen des Rheinbundes bestand darin, dass die deutschen Staaten im Kriegsfall dem französischen Kaiserreich beistehen mussten. Der Bundestag hätte Streit zwischen den Mitgliedstaaten schlichten und deren Interessen vertreten sollen.
In ähnlicher Weise sollten auch die drei napoleonischen Modellstaaten in Deutschland eine Versammlung legislativer oder anderer Art haben. Auch diese Versammlungen (Reichsstände des Königreichs Westphalen, Ständeversammlung des Großherzogtums Frankfurt) kamen aber nicht oder nur selten zusammen und blieben bedeutungslos.
Nachempfunden war der Rheinbund-Bundestag dem früheren Reichstag in Regensburg. Er kann auch als (gedankliche) Vorform des Bundestags des Deutschen Bundes von 1815 gelten.

## Bestimmungen in der Bundesakte
Laut Rheinbundakte sollte der Bundestag in Frankfurt am Main arbeiten und aus zwei Kollegien bestehen: eines für die Könige, eines für die übrigen Fürsten (Art. 6). Den Vorsitz hatte der Fürstprimas. Die Kollegien konnten allerdings auch getrennt tagen, das Königskollegium unter dem Vorsitz des Fürstprimas, das Fürstenkollegium unter dem Vorsitz des Herzogs von Nassau. Die konkreten Aufgaben und Arbeitsweise des Bundestags sollte durch ein Fundamental-Statut des Fürstprimas festgelegt werden (Art. 11). 
Der Bundestag sollte die gemeinschaftlichen Interessen der Bundesstaaten verhandeln und Streit schlichten (Artt. 6, 9). Außerdem sollte der Bundestag eine unterstützende Rolle bei der Mobilmachung im Kriegsfall haben (Art. 36).

## Verwirklichung

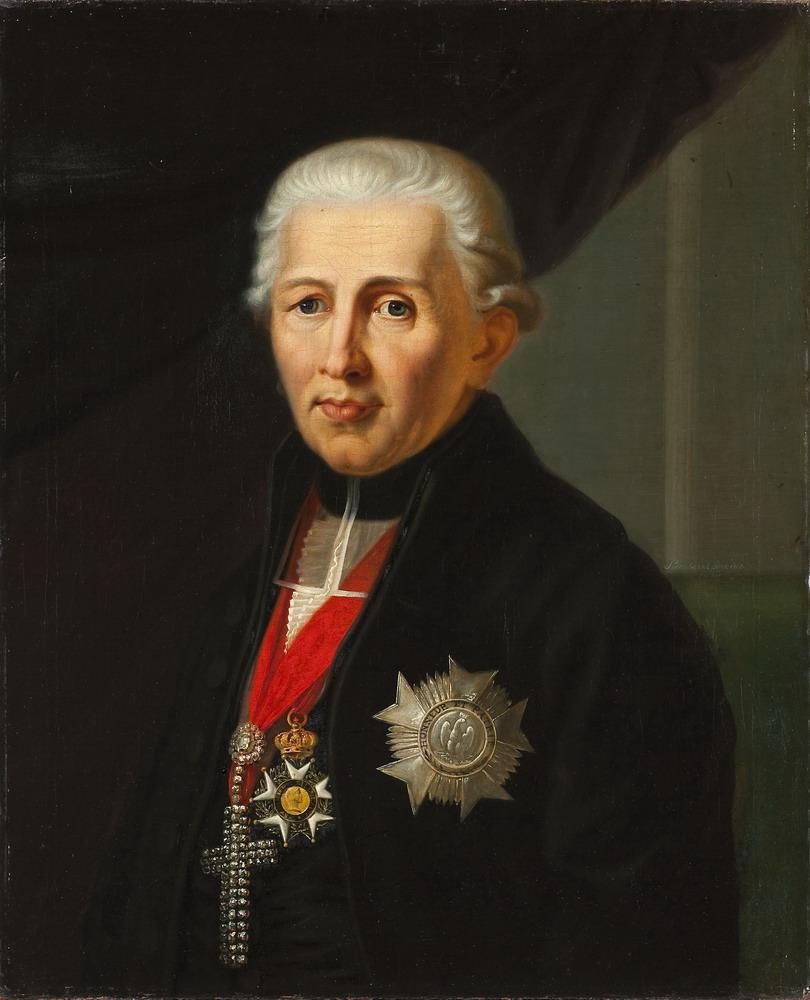
Fürstprimas Karl Theodor von Dalberg im Jahr 1812

Fürstprimas Karl Theodor von Dalberg bemühte sich, den  Bundestag ins Leben zu rufen. Die konstituierende Sitzung sollte am 16. Oktober 1806 stattfinden. Es kamen die Gesandten aller Staaten mit Ausnahme von Bayern und Württemberg: Sie forderten, dass zuerst der Entwurf eines Statutes vorliegen müsse, über den man beraten könne. Die Gesandten tagten daher nicht wirklich und kamen auch später nicht mehr beisammen.
Der Bundestag des Rheinbundes kam nicht zustande, weil der Bundesprotektor (Napoleon) und die Könige deutscher Staaten kein Interesse an einer „autonomen Bundesrepräsentation“ hatten. Sie hätte nämlich, so Ernst Rudolf Huber, „das Bewußtsein der Gemeinsamkeit und den Trieb zur Entwicklung eines einheitlichen politischen Willens im Bund befördern können“. Michael Kotulla: Eben weil die Verfassungslage im Innern des Rheinbundes nicht geklärt war, hatte der Protektor stets die willkommene Möglichkeit, einzugreifen.

## Belege
1. ↑  Ernst Rudolf Huber: Deutsche Verfassungsgeschichte seit 1789. Band I: Reform und Restauration 1789 bis 1830. 2. Auflage, Verlag W. Kohlhammer, Stuttgart [u. a.] 1967, S. 86.
2. ↑  Michael Kotulla: Deutsches Verfassungsrecht 1806–1918. Eine Dokumentensammlung nebst Einführungen. 1. Band: Gesamtdeutschland, Anhaltische Staaten und Baden, Springer, Berlin [u. a.] 2006, S. 24.
3. ↑  Michael Kotulla: Deutsches Verfassungsrecht 1806–1918. Eine Dokumentensammlung nebst Einführungen. 1. Band: Gesamtdeutschland, Anhaltische Staaten und Baden, Springer, Berlin [u. a.] 2006, S. 24 f.
4. ↑  Ernst Rudolf Huber: Deutsche Verfassungsgeschichte seit 1789. Band I: Reform und Restauration 1789 bis 1830. 2. Auflage, Verlag W. Kohlhammer, Stuttgart [u. a.] 1967, S. 80, 86.
5. ↑  Siehe Michael Kotulla: Deutsches Verfassungsrecht 1806–1918. Eine Dokumentensammlung nebst Einführungen. 1. Band: Gesamtdeutschland, Anhaltische Staaten und Baden, Springer, Berlin [u. a.] 2006, S. 24.